# Wilton (Wisconsin)
Wilton è un villaggio degli Stati Uniti d'America, situato in Wisconsin, nella contea di Monroe.
La popolazione ammontava a 504 abitanti al censimento del 2010. Il villaggio si trova in parte all'interno della città di Wilton e in parte all'interno della città di Wellington.

## Geografia
Wilton si trova a 43°48′48″N 90°31′43″W (43.813451, -90.528847).
Secondo lo United States Census Bureau, il villaggio ha un'area totale di 0,89 miglia quadre (2,31 km²), tutta su terreno.